# Paraclius pavo
Paraclius pavo är en tvåvingeart som först beskrevs av Samuel Wendell Williston  1896.  Paraclius pavo ingår i släktet Paraclius och familjen styltflugor. Inga underarter finns listade i Catalogue of Life.